# Naturwaldreservat Hammerleite
Naturwaldreservat Hammerleite este o arie protejată (arie specială de conservare — SAC, sit de importanță comunitară — SCI) din Germania întinsă pe o suprafață de 52,57 ha, integral pe uscat.

## Localizare
Centrul sitului Naturwaldreservat Hammerleite este situat la coordonatele 50°17′54″N 11°34′33″E / 50.2983°N 11.5758°E.

## Înființare
Situl Naturwaldreservat Hammerleite a fost declarat sit de importanță comunitară în martie 2001 pentru a proteja un număr necunoscut de specii din flora spontană și fauna sălbatică aflate în arealul zonei. Situl a fost protejat și ca arie specială de conservare în aprilie 2016.

## Biodiversitate
Situată în ecoregiunea continentală, aria protejată conține 2 habitate naturale: Fânețe montane, Păduri de fag Luzulo-Fagetum.
La baza desemnării sitului se află un număr nedeclarat de specii protejate.